# Harold Ousley
Harold Ousley (23. ledna 1929 – 13. srpna 2015) byl americký jazzový saxofonista. Narodil se v Chicagu a profesionálně začal hrát koncem čtyřicátých let. Během své kariéry spolupracoval s mnoha hudebníky, mezi které patří například Gene Ammons, Billie Holiday, Jack McDuff a Miles Davis. Rovněž vydal několik vlastních alb. Zemřel roku 2015 ve věku 86 let.